# Anolis parvicirculatus
El abaniquillo de Berriozábal (Anolis parvicirculatus) es una especie de iguanios de la familia Dactyloidae.

## Distribución geográfica
Es endémica de Chiapas (México).